# Феррейра дос Сантос, Мишел
Мише́л Ферре́йра дос Са́нтос, более известный как просто Мишел (порт. Cícero Santos; род. 22 марта 1990, Рио-де-Жанейро) — бразильский футболист, выступающий на позициях опорного и центрального полузащитника, а также флангового защитника (латераля).

## Биография
Детство Мишела прошло в неблагополучной фавеле Келсон’с в Рио-де-Жанейро. Он является воспитанником школы «Сан-Кристована». За взрослую команду дебютировал в 2008 году. По окончании сезона 2010 полузащитник перешёл в «Порту-Алегри», но в том же году вернулся в родной штат, где подписал контракт с «Мадурейрой». В 2013 году выступал за «Гуарани» из Пальосы. В следующем году права на Мишела выкупил «Гремио Новуризонтино». За эту команду в 2014 и 2016 годах Мишел провёл в общей сложности 25 матчей и забил восемь голов. В 2014—2015 годах вновь выступал за «Гуарани», на этот раз на правах аренды.
Прорыв в карьере Мишела произошёл в 2016 году, когда полузащитник был отдан в аренду в «Атлетико Гоияниенсе». Мишел стал одним из ключевых футболистов этой команды, которая выиграла бразильскую Серию B и заработала возвращение в элиту.
Успешные выступления в «Атлетико» привлекли внимание ведущих клубов Бразилии. В начале 2017 года Мишел вновь сменил команду, присоединившись (на правах годичной аренды) к «Гремио». С «трёхцветными» Мишел провёл успешную кампанию в розыгрыше Кубка Либертадорес 2017. Универсальный полузащитник сыграл в 10 из 14 матчей своей команды, которая в третий раз в истории выиграла этот трофей. Мишел успешно заменил травмированного капитана команды Майкона.
Мишел женат, у него и его супруги Жойси есть дочь Луиза.

## Титулы
- Чемпион штата Риу-Гранди-ду-Сул (2): 2018, 2019
- Чемпион Бразилии в Серии B (1): 2016
- Обладатель Кубка Либертадорес (1) 2017
- Обладатель Рекопы (1): 2012 (не играл)